# クズルス・キルギス自治州
クズルス・キルギス自治州（クズルス・キルギスじちしゅう）は中華人民共和国新疆ウイグル自治区に位置する自治州。キルギス族による地級民族区域自治単位。
新疆西部に位置し、アルトゥシュを政府所在地とする。「クズルス」はキルギス語で「赤い水」を意味する。別名キジルスはウイグル語名。

## 行政区画
1県級市、3県を管轄。
- 県級市：
  - アルトゥシュ（阿図什）市
- 県：
  - アクト（阿克陶）県・ウルグチャト（烏恰）県・アクチ（阿合奇）県

| クズルス・キルギス自治州の地図                  |
| ----------------------------------------------- |
| アルトゥシュ市 アクト県 アクチ県 ウルグチャト県 |

### 年表
この節の出典

#### 新疆省南疆行政公署クズルス・キルギス自治州
- 1954年7月14日 - 新疆省南疆行政公署カシュガル専区アルトゥシュ県・ウルグチャト県、南疆行政公署アクス専区アクチ県を編入。南疆行政公署クズルス・キルギス自治州が成立。(3県)
- 1955年9月13日 - 新疆ウイグル自治区の成立により、新疆ウイグル自治区南疆行政公署クズルス・キルギス自治州となる。

#### 新疆ウイグル自治区南疆行政公署クズルス・キルギス自治州
- 1955年11月21日 - ウルグチャト県の一部が南疆行政公署カシュガル専区タシュクルガン・タジク自治県・イェンギサール県・疏勒県の各一部と合併し、アクト県が発足。(4県)
- 1956年4月21日 - 南疆行政公署クズルス・キルギス自治州がクズルス・キルギス自治州に改称。

#### 新疆ウイグル自治区クズルス・キルギス自治州
- 1986年6月7日 - アルトゥシュ県が市制施行し、アルトゥシュ市となる。(1市3県)
- 2014年6月26日 - アクト県の一部がトムシュク市に編入。(1市3県)

## 民族構成
| 民族       | 人口    | 比率   |
| ---------- | ------- | ------ |
| ウイグル族 | 281,306 | 63.98% |
| キルギス族 | 124,533 | 28.32% |
| 漢族       | 28,197  | 6.41%  |
| タジク族   | 4,662   | 1.06%  |
| 回族       | 432     | 0.1%   |
| その他     | 558     | 0.13%  |

※2000年国勢調査

## 交通

### 鉄道
- 中国国家鉄路集団
  - 南疆線
  - 喀和線

### 道路
- 高速道路
  -  吐和高速道路
  -  阿伊高速道路（中国語版）
- 国道
  - G219国道
  - G314国道
  - G315国道
  - G581国道（中国語版）

### 国境検問所
- イルケシュタム峠
- トルガルト峠

## 外部サイト
- クズルス・キルギス人民政府 （中国語）
- クズルス・キルギス観光写真集 - ウェイバックマシン（2011年8月19日アーカイブ分） （英語）